# Auto-retrato de Shevchenko (inverno de 1840/1841)
O auto-retrato de Shevchenko está entre os primeiros auto-retratos do escritor e artista Taras Shevchenko, pintados no inverno de 1840/1841. Shevchenko produziria aproximadamente trinta auto-retratos em uma variedade de mídias. O retrato de 1840/1841 é usado na nota de cem hryvnia da Ucrânia.

O amigo de Shevchenko da Academia de Artes, FP Ponomarev, relembra a criação da obra:
Eu era o amigo mais próximo de Shevchenko. No final da década de 1830 e início da década de 1840, éramos inseparáveis quase diariamente. Ele morava em Ostrov, na 5ª linha, casa de Arenst, e eu na Academia de Artes, onde tive uma oficina para sucesso em desenho e modelagem. Esta oficina (antiga sacristia da antiga igreja) era composta por uma sala com mezzanine. Nesses mezaninos, meu pobre Taras foi colocado durante sua grave doença, que consumiu nossos parcos meios. Nessa mesma época, pintou um retrato de si mesmo com tintas a óleo: ... e o torso de São Sebastião da natureza, nas salas de aula da Academia. Ao lado do meu estúdio ficava o estúdio do artista Pyotr Stepanovich Petrovsky, que trabalhou no programa Hagar in the Desert.
Agora a imagem está em Kiev, no Museu Nacional de Taras Shevchenko. 